# Couterne
Couterne település Franciaországban, Orne megyében. Lakosainak száma 1089 fő (2018. január 1.). Couterne Saint-Julien-du-Terroux, Thubœuf, La Ferté Macé, Haleine, Méhoudin, Tessé-Froulay, Bagnoles de l'Orne Normandie, Bagnoles-de-l’Orne, Antoigny és La Ferté-Macé községekkel határos.

## Népesség
A település népességének változása:
| Lakosok száma | 1050 | 1049 | 1047 | 1027 | 1038 | 1012 | 1052 | 1079 | 1086 | 1089 |
|               | 1962 | 1968 | 1975 | 1982 | 1990 | 2008 | 2013 | 2015 | 2017 | 2018 |